# ماريا ريبيرو
ماريا ريبيرو (بالبرتغالية: Maria Ribeiro‏) هي ممثلة برازيلية، ولدت في 9 نوفمبر 1975 بريو دي جانيرو في البرازيل.

## وصلات خارجية
- ماريا ريبيرو على موقع IMDb (الإنجليزية)
- ماريا ريبيرو على موقع ألو سيني (الفرنسية)
- ماريا ريبيرو على موقع أول موفي (الإنجليزية)
- ماريا ريبيرو على موقع قاعدة بيانات الأفلام السويدية (السويدية)
- ماريا ريبيرو على موقع كينوبويسك (الروسية)